# 쓰가루 마사타케
쓰가루 마사타케(일본어: 津軽政兕, 1667년 7월 30일 ~ 1743년 2월 19일)는 일본 에도 시대의 하타모토로, 히로사키번의 분가인 구로이시 쓰가루 가문의 3대 당주이다. 관위는 정6위하, 우네메노카미(采女正)이다. 관직명을 따라서 통칭 쓰가루 우네메(津軽采女)로 불린다. 일본 최고(最古)의 낚시 지침서 《가센로쿠》(何羨録)의 저자이다.

## 생애
1667년, 쓰가루 노부토시의 맏아들로 태어났다. 1683년 12월, 가독을 이어받아 4천 석 영지의 하타모토가 되었다. 1686년에는 요네자와번의 번주 우에스기 쓰나노리의 의붓딸 아구리(阿久理)와 혼인하였다. 아구리의 친부는 충신장에 등장하는 그 유명한 기라 요시히사이다. 1690년 12월, 5대 쇼군 도쿠가와 쓰나요시의 고쇼(小姓)가 되었고, 1693년에 고쇼직에서 면직되었고 고부신(小普請, 업무, 직책이 없는 상태의 무사)으로 다시 편입되었다. 1701년에는 아내 아구리가 사망하였고, 1702년 음력 12월 14일에는 아내의 친아버지 기라 요시히사가 아코번의 옛 번사들 수십 명에 의해 살해당하였다. 마사타케는 그 이튿날 제일 먼저 기라의 저택으로 달려갔다고 한다. 마사타케는 1743년 사망하였고, 후사가 없었기에 히로사키번 쓰가루 노부마사의 다섯 번째 아들 쓰가루 히사요가 그 뒤를 이었다.

## 낚시
마사타케는 낚시를 매우 즐겼다고 한다. 하지만 그가 모시고 있던 쇼군 쓰나요시는 1687년, 쇼루이아와레미 령(生類憐れみの令)을 내려 개, 고양이, 새, 나아가 어패류와 곤충에 이르는 생물들의 목숨을 빼앗지 말라고 명령하였다. 이에 따라 낚시도 금지되었다. 하지만 낚시의 경우는 '무사 수련의 일종'이라고 주장하는 무사들로 인해 묵인되었다. 게다가 그는 1693년 고쇼직에서 면직된 이후 오랫동안 별다른 업무가 없어 한가했기 때문에 낚시를 즐길 여유가 있었고, 기라 요시히사의 죽음을 보고는 출세의 뜻을 잊고 낚시에 집중했다고도 한다. 하지만 1698년에는 이 법령을 어긴 하나부사 잇초(英一蝶)가 섬으로 유배를 갔고, 그 추가조치로 낚시도구의 판매가 금지되면서 마사타케로서는 불행한 시기가 오게 되었다. 1705년에 쓰나요시가 사망하고, 1709년, 아라이 하쿠세키 등이 막부에 등용되면서 정치가 개선되었고 더불어 쇼루이아와레미 령도 폐지되고 낚시도 공식적으로 해금되었다. 그러자 1723년, 마사타케는 물 만난 고기처럼 낚시 지침서인 《가센로쿠》를 저술했고, 이 책은 일본에 전하는 제일 오래된 낚시 전문 서적이 되었다.
| 전임 쓰가루 노부토시 | 제3대 구로이시 쓰가루 가문 당주 1683년 ~ 1743년 | 후임 쓰가루 히사요 |